# Карнаух Леся Аркадіївна
Леся Аркадіївна Карнаух (нар. 26 лютого 1983, Яготин, Київська область) — український юрист і державний службовець. Заступник голови Київської обласної військової адміністрації (від серпня 2023 по травень 2025), в.о голови Державної податкової служби України (від червня 2025), має III ранг державного службовця.

## Життєпис
Народилася 26 лютого 1983 року в місті Яготин Київської області. Проживає в селі Святопетрівське Бучанського району.
У 2004 році закінчила Одеську національну юридичну академію за спеціальністю «Правознавство», здобула кваліфікацію магістра права.
У 2004—2005 роках працювала головним спеціалістом відділу взаємодії з Верховною Радою і координації законотворчої роботи, а також головним спеціалістом юридичного відділу Державного комітету природних ресурсів України. У 2005—2007 роках обіймала посади головного спеціаліста відділу матеріальних резервів, реалізації зв'язків з промисловістю та гуманітарної допомоги, а також завідувача сектору супроводу та правового забезпечення тендерних процедур департаменту ресурсного забезпечення Міністерства з питань надзвичайних ситуацій. У 2007—2010 роках була помічником директора КП «Теплопостачання міста Одеси». У 2010—2011 роках працювала у Державній екологічній інспекції Київської області та Державній службі заповідної справи. У 2011—2014 роках обіймала посаду заступника директора департаменту — начальника відділу організації діяльності установ природно-заповідного фонду Міністерства екології та природних ресурсів України. У 2014—2016 роках працювала завідувачем сектору, згодом — начальником відділу з питань охорони навколишнього природного середовища Секретаріату Кабінету Міністрів України. У 2016—2018 роках була директором департаментів стратегічної екологічної політики та стратегій і європейської інтеграції Мінприроди. У 2018—2019 роках обіймала посаду радника Голови Рахункової палати України. Із липня 2018 року по травень 2023 року — заступник керівника апарату Рахункової палати. Із червня 2023 року — керівник патронатної служби голови Київської ОДА. З 11 серпня 2023 року — заступник голови Київської обласної військової адміністрації.
З 2 травня 2025 — перший заступник, з 18 червня — в.о. голови Державної податкової служби України.

## Політична діяльність
У 2018—2019 роках була радницею голови Рахункової палати Валерія Пацкана, народного депутата VII та VIII скликань.

## Родина
Одружена з Дмитром Сосулею — бізнесменом, з 2019 року керівником і співзасновником ТОВ «Інтерлок Секьюріті».
Виховує трьох дітей: доньку Софію та синів Назара і Захара.